# Nicolaus Crell
Nicolaus Crell (alternativt Nikolaus Krell), född 1550 i Leipzig, död 9 oktober 1601 i Dresden, var en sachsisk politiker.
Crell blev kurprins Kristian I:s hovråd och sekreterare, senare under dennes regering kansler. Han bekämpade som sådan den lutherska ortodoxin och gynnade samarbetet med de reformerta. Efter Kristians död avsattes Crell 1591, hölls fången i fyra år, anklagades därefter och dömdes sedermera till döden.